# Maurikiosz bizánci császár
Maurikiosz (görög Μαυρίκιος, latin Mauricius, Arabissus, 539 – Konstantinápoly, 602. november 27.) bizánci császár 582-től haláláig. II. Tiberiosz testőrparancsnoka, veje és utódja volt. Hagyományosan őt tekintik a 6. század végén keletkezett, Sztratégikon című hadtudományi munka szerzőjének.

## Útja a trónig
539-ben született a kappadókiai Arabissus városában. Maurikiosz 574-ben lett az excubitores testőrgárda parancsnoka, 577-ben pedig a perzsa háborúért felelős fővezérré nevezték ki. Ilyen minőségben nagy sikereket ért el, ezért II. Tiberiosz először I. Iusztinianosz unokatestvérével, Germanosszal együtt caesari rangra emelte, majd 582. augusztus 13-án társcsászárává tette Augustusként. Közös uralmuk azonban egy napig sem tartott: másnap Tiberiosz elhunyt.

## Problémák és megoldások
Amikor trónra került, súlyos problémákkal kellett megbirkóznia: az államkassza kimerült, dúlt az ortodox és a monofizita keresztények közti harc, emellett Afrika kivételével minden fronton támadások érték a Bizánci Birodalom területeit. Hispania 584-ben végleg elveszett, amikor a Vizigót Királyság visszafoglalta az utolsó császári erősséget, Córdobát. Itáliát longobárdok fosztogatták, a Balkánt avar és szláv betörések fenyegették, a keleti fronton pedig évtizedes harc zajlott az Szászánida Birodalommal.

### Elégedetlenség
Maurikiosz elődjével szemben a takarékoskodás politikáját választotta, ami miatt hamarosan ráragadt a kapzsi jelző. A császár vallás tekintetében a khalkédóni zsinaton megszabott ortodox utat favorizálta, és kemény kézzel bánt a monofizitákkal. Közben a római pápát is sikerült elidegenítenie magától azzal, hogy IV. János konstantinápolyi pátriárkát az „ökumenikus” jelzővel ruházta fel. II. Pelágiusz pápa és Nagy Szent Gergely hiába tiltakozott ez ellen.
A bizánci népesség számára már-már elviselhetetlenné vált a helyzet, ami belső harcokban, a kék és zöld párt egyre intenzívebb összecsapásaiban, a senatus megerősödésében és a hadsereg demonstrációiban csapódott le.

### Nyugat
Maurikiosz meg sem próbálta restaurálni hatalmát az Ibériai-félszigeten, azonban lépéseket tett Itália és Afrika megőrzésére. Támogatást ide sem tudott küldeni, azonban előremutató reformot hajtott végre az igazgatásban. Válaszul arra, hogy 584-en a longobárdok ismét királyt választottak Authari személyében, létrehozta a Ravennai Exarchátust. Ez a szervezet, élén a Ravennában székelő exarchával, a területet mintegy államként irányította az államban. Az exarcha a polgári és katonai közigazgatás feje volt, és csak a császárnak tartozott felelősséggel. Mivel a szervezet bevált, Maurikiosz Afrikában is létrehozott egyet Karthágó központtal. Az exarchátus rendszere a Hérakleiosz (610–641) idején létrehozott thema-rendszer előképe volt.

### Hadügyek
Maurikiosz trónra lépve folytatta a keleti háborúskodást, majd a kínálkozó lehetőséget – a IV. Hurmuz elleni lázadásokat – kihasználva, trónra segítette annak fiát, II. Huszraut. Neki további belső gondokkal kellett megküzdenie, így aztán 591-ben békét kötött, amelyben a konfliktus fő terepének számító Örményország nagy részét átadta a bizánci államnak.
A császár figyelme csak ekkor fordulhatott nyugat, pontosabban a Balkán felé. Itt a kisebbik bajt jelentették a Kárpát-medencéből kiinduló avar pusztítások, a fő gond a szlávok megmozdulása volt. A Duna középső folyásánál az avarok és a nekik alávetett szlávok 582-ben megszerezték Sirmiumot, 584-ben pedig Singidunumot, Viminaciumot és Augustát foglalták el. Ezzel gyakorlatilag a helyi bizánci határvédelem összeomlott. A térség legfontosabb városa, Thesszaloniké ellen 584-ben szláv, 586-ban pedig közös avar-szláv támadás indult.
A szabad szlávok hatalmas népcsoportja eddig is portyázott a balkáni területeken, ám mindig visszahúzódott az al-Duna mögé. Ekkor azonban tömegeik indultak meg, hogy betelepüljenek a birodalom ellenőrzése alatt álló területekre. Ez vitathatatlanul a korszak legfontosabb külpolitikai eseménye, hiszen a szlávok mindvégig újonnan megszerzett területeiken maradtak, és végigkísérték a Bizánci Birodalom történetét.
Maurikiosz a keleti háborúskodás lezárásával érezte elég erősnek a hadsereget ahhoz, hogy visszavágjon. 592-ben háborút kezdett a szlávok ellen, amely egészen uralkodásának végéig eltartott. A képzett bizánci haderő számos győzelmet aratott, többször átkelt a Dunán, azonban az óriási néptömeggel szemben mindez nem sokat ért. Az avarokat közben igyekeztek sarccal távol tartani, ennek ellenére 600-ban Bizánc falai alá érkeztek – igaz, Priscus tábornok visszaverte őket. A háború elhúzódott, a hadsereg a hosszadalmas harcokban kimerült, az akadozó zsoldfizetés miatt pedig elégedetlenkedni kezdett. Ez vezetett az uralkodó bukásához.

## A vég
Maurikiosz és felesége, Contantia összesen nyolc utóddal büszkélkedhetett, úgyhogy úgy tűnt, az öröklés biztosított. Az egyik lányát, Máriát II. Huszrau szászánida királyhoz adták feleségül, amikor Konstantinápolyban keresett segítséget. Amikor Maurikiosz 597-ben súlyosan megbetegedett, a császár végrendeletében úgy rendelkezett, hogy a birodalmat két fia, Theodosius és Tiberiosz örökölje. Ez utóbbi székhelye Róma lett volna, ami mutatja, hogy Maurikiosz nem mondott le az univerzális birodalom vágyáról. Minderre azonban nem került sor.
602-ben takarékossági okokból a császár elrendelte, hogy a bizánci haderő a Duna túlpartján teleljen. Az elégedetlen katonák fellázadtak, amit egy Phókasz nevű, félig barbár származású tiszt kihasznált arra, hogy Konstantinápolyban a Hippodrom pártjai és a senatus segítségével megragadja a hatalmat (november 22.). Maurikiosz és családja a Boszporusz anatóliai partjára menekült, azonban elfogták, és fiaival együtt kivégezték november 27-én. Özvegye és három lánya egy kolostorban keresett menedéket. Maurikioszt az ortodox egyház szentjének tekinti.